# Sun Ce
Dans ce nom chinois, le nom de famille, Sun, précède le nom personnel.
Pour les articles homonymes, voir Sun.
Titres et charges honorifiques
- Colonel qui chérit la droiture (懷義校尉)
(par recommandation de Ma Ridi - 194)
- Colonel qui brise les lignes ennemies (折衝校尉)
(nommé par Yuan Shu - 194?)
- Général qui détruit les criminels (殄寇將軍)
(nommé par Yuan Shu - 194?)
- Grand administrateur de Kuaiji
(autoproclamé en 195 ou 196 ; confirmé par l’Empereur sur une recommandation de Cao Cao en 197)
- Général qui extermine les rebelles (討逆將軍)
(nommé par Cao Cao en 197)
- Marquis de Wu (吳侯)
(nommé par Cao Cao en 197)
- Roi Huan de Changsha (長沙桓王)
(à titre posthume, décerné par Sun Quan en 229)

Sun Ce (175 - 5 mai 200) également orthographié Souen Ts'ö ou Sun Ts’e (chinois traditionnel : 孫策, simplifié : 孙策, pinyin : Sūn Cè), avait pour prénom social Bofu (伯符, Bófú) et était un guerrier chinois et meneur d’hommes de la fin de la dynastie Han.
Avec l’aide de son ami et frère de sang, le stratège Zhou Yu, il pose les bases de ce qui sera royaume de Wu qui occupera une bonne partie du sud de la Chine lors de la période des Trois Royaumes de Chine, et dont son frère, Sun Quan, deviendra empereur. Il fut assassiné à l’âge de 25 ans lors d'une affaire de vengeance et recevra à titre posthume le titre de roi Huan de Changsha (長沙桓王, Chángshā Huán wáng).
Beaucoup d’éléments de légende existent derrière son personnage, qui a été immortalisé dans le roman Histoire des Trois Royaumes où il est présenté comme un jeune guerrier fougueux et charismatique surnommé « le petit hégémon ou petit Conquérant » (小霸王, xiǎo bà wáng). Sun Ce est connu au Japon sous le nom de Sonsaku Hakufu et en Corée sous celui de Sonchaeng Baengbu (손책 백부).
Il est également le fils aîné de Sun Jian et de Wu Guotai, et le frère aîné de Sun Quan, de Sun Yi et de Sun Shangxiang. Il est marié à Da Qiao. L'une de leurs filles, Sunshi, se maria avec Lu Xun, faisant de Sun Ce le grand-père de Lu Kang.

## Biographie
La biographie suivante est principalement inspirée des Chroniques des Trois Royaumes.

### Généalogie et adolescence
Sun Ce naît vers 175. Il est le fils aîné de Sun Jian, que l’on disait descendre directement du stratège Sun Zi, l’auteur de L’Art de la guerre. Il est également le frère aîné de Sun Quan, qui sera le premier empereur du royaume de Wu.
Selon les Chroniques des investigations surnaturelles, lorsqu'elle était enceinte de lui, sa mère aurait fait le rêve que la Lune entrait en elle. Plus tard, lorsqu'elle fut enceinte de Sun Quan, elle rêva que le Soleil entrait en elle. Lorsqu'elle interrogea Sun Jian à ce sujet, celui-ci répondit : « La Lune et le Soleil sont les essences du Yin et du Yang et sont le signe d'un honneur suprême. Mes descendants prospéreront sûrement ! » Selon le Livre du Wu, sa grand-mère aurait fait un rêve équivalent lorsqu’elle était enceinte de Sun Jian.
En 189, l'empereur Lingdi meurt et une période de trouble apparaît au cours de laquelle Dong Zhuo prend le pouvoir. En 190 (1re année de Chuping), Sun Jian part rejoindre les autres chefs de guerre dans l’alliance contre Dong Zhuo et déménage sa famille dans la préfecture de Shu (舒). Sun Ce fait là-bas la connaissance de Zhou Yu qui avait le même âge que lui et tous deux se lient d’amitié. Tous deux se comportent comme deux frères. Zhou Yu va jusqu'à présenter ses hommages à la mère de Sun Ce, ce qui témoignait d’un grand niveau d’intimité entre eux, et aurait également offert à Sun Ce sa maison pour qu'il puisse y installer sa famille.
Durant cette époque, Sun Ce se fait un nom dans la région entre la rivière Huai et le Yangzi. Sun Ce fait également la connaissance de Lü Fan. Selon les Mémoires du fleuve Jiang, lors d'une partie de jeu de go, Lü Fan impressionne Sun Ce par ses talents et ce dernier le prend à son service. Cette partie de go est restée célèbre, car il s'agit de la plus ancienne partie enregistrée à ce jour, bien qu'il existe des doutes sur son authenticité.
Vers fin 191, (3e année de Chuping), Sun Jian emmène Sun Ce avec lui dans une campagne contre Liu Biao. Cependant Sun Jian est tué dans une embuscade tendue par Lü Gong et Huang Zu. Sun Ce est contraint de battre en retraite en abandonnant la dépouille de son père. Lorsqu'il récupère le corps de Sun Jian, Sun Ce le rapatrie à Qu’a (曲阿) pour les funérailles, puis Sun Ce part ensuite vivre à Jiangdu.

### Service sous Yuan Shu
Tao Qian, le protecteur de la province de Xu (l'actuelle Jiangsu) craint Sun Ce et Jiangdu devient de fait un endroit trop dangereux. Sun Ce accompagne sa mère à Qu’a, puis se rend auprès de son oncle, Wu Jing, l'administrateur de Danyang, en compagnie de son frère Sun He et de Lü Fan. Il recrute quelques centaines d'hommes, puis, en 194 (première année de Xingping), offre ses services au seigneur de guerre Yuan Shu. Celui-ci admire son talent, et lui offre le commandement des troupes que dirigeait Sun Jian avant sa mort.
Le grand tuteur Ma Ridi recommande alors Sun Ce au rang de « colonel qui chérit la droiture » (懷義校尉, huái yì xiàowèi) et Sun Ce se fait respecter par les principaux généraux de Yuan Shu, dont Qiao Rui et Zhang Xun. Yuan Shu lui-même aurait souvent soupiré : « Si seulement je pouvais avoir un fils comme le sieur Sun, je n’aurais aucun regret à l’heure de ma mort ».
Un jour un soldat de Sun Ce commet un crime et se cache dans une écurie du campement de Yuan Shu. Sun Ce envoie quelqu’un pour le faire exécuter et part présenter ses excuses en personne à Yuan Shu pour le comportement de ses soldats. Yuan Shu rétorque : « Les soldats adorent se mutiner, contentons-nous de les mépriser. Pourquoi donc s’excuser ? ». À la suite de cette affaire, les soldats de Sun Ce le craignent encore davantage.
Malgré les nombreux éloges qu’il faisait de Sun Ce, Yuan Shu ne se décide pas à lui confier un poste à la hauteur de ses talents. Il préfère le garder sous sa coupe et accaparer le mérite de ses succès, ce qui exaspère Sun Ce et ses hommes. Yuan Shu considère un temps nommer Sun Ce comme grand administrateur de Jiujiang, puis change d’idée et lui préfère Chen Ji.
Plus tard, Yuan Shu désire attaquer la province de Xu et à cette fin quémande 30 000 hu (environ 600 000 litres) de riz à Lu Kuang, le grand administrateur de Lujiang. Celui-ci refuse, et Yuan Shu, furieux, lui envoie Sun Ce pour une visite de courtoisie et lui rappeler ses devoirs de vassal, mais Lu Kuang ne prend même pas la peine de le recevoir et se borne à dépêcher un gardien des annales pour le divertir. Sun Ce garde de ce traitement une profonde rancœur. Yuan Shu lui confie alors la tâche d’assiéger Lu Kuang et lui dit : « J’avais préféré Chen Ji à toi et je regrette aujourd’hui de ne pas avoir suivi mon intention originelle. Si tu soumets Lu Kuang, Lujiang sera à toi. ». Sun Ce est victorieux et prend effectivement le commandement de Lujiang, mais Yuan Shu offre le poste de grand administrateur à Zhang Xun. Sun Ce en est grandement dépité.
À l’époque, Sun Ben, le cousin de Sun Ce, était le commandant en chef de Danyang et y habitait avec son oncle Wu Jing. L'inspecteur de Yang, Liu Yao, marche sur Qu’a et force Sun Ben et Wu Jing à s’exiler vers Liyang. Liu Yao commence à être menaçant pour Yuan Shu qui ordonne à Sun Ben et à Wu Jing d’attaquer Zhang Ying, un des fidèles de Liu Yao, qui l'affrontent sans succès pendant un an.

### Conquête du Jiangdong
En 195, Sun Ce parvient à convaincre Yuan Shu de le laisser assister Wu Jing dans la pacification de la région de Jiandong. Yuan Shu lui offre le titre de « colonel qui brise les lignes ennemies » (折衝校尉) ainsi qu'un millier d'hommes et quelques dizaines de cavaliers. Durant le temps qu’il fallut pour se rendre à Liyang, son armée avait grossi jusqu’à 6 000 hommes. Il profite de son expédition pour déménager sa mère de Liyang à Fuling, puis traverse le Yangzi et toutes les villes tombent sur son chemin. Les autochtones sont favorablement impressionnés par la grande discipline de son armée et la sévérité avec laquelle les pilleurs sont punis.
Selon les Chroniques du fleuve Yangzi, Sun Ce livre bataille contre Ze Rong, un partisan de Liu Yao et lui inflige une défaite si brutale que celui-ci n'ose plus sortir de derrière les remparts de Xiannan pour l'affronter à nouveau. Sun Ce apprend alors l'arrivée de Fan Neng et Yu Mi, deux officiers de Liu Yao, qui venaient pour piller le village de Niuzhu. Sun Ce les attaque et capture plus de dix mille hommes avant de repartir attaquer Ze Rong. Il est blessé à la cuisse par une flèche qui le fait tomber de cheval, et fait passer la rumeur qu'il a été tué pour inciter Ze Rong à faire sortir son armée. Ze Rong mord à l'hameçon et tombe dans une embuscade tendue par Sun Ce. Lorsque les soldats voient Sun Ce toujours vivant, ils prennent les jambes à leur cou. Ze Rong, apprenant que Sun Ce est toujours vivant, reste retranché derrière ses remparts et n'ose pas affronter l'armée de Sun Ce, si bien que Sun Ce finit par abandonner le siège. Sun Ce inflige ensuite à Liu Yao une série de défaites à Hailing, Hushu et Jiangcheng.
Au cours de sa campagne contre Liu Yao, Sun Ce fait la rencontre de Taishi Ci, un officier de Liu Yao, et l'affronte en duel. Lors du combat, Sun Ce parvient à prendre à Taishi Ci une de ses lances courtes tandis que Taishi Ci parvient à dérober le heaume de Sun Ce. Le duel fut interrompu par l'arrivée des troupes de Liu Yao, et les deux combattants partirent chacun de leur côté.
Finalement Liu Yao est défait et fuit. Les gouverneurs des villes préfèrent abandonner leurs villes et s'enfuir que de devoir affronter Sun Ce. Selon les Chroniques du fleuve Yangzi, Sun Ce parvient à maintenir la discipline dans son armée et ceux-ci ne se laissent pas aller à piller les villages abandonnés par leurs gouverneurs, ni même à voler des légumes ou des animaux. Les villageois, reconnaissant, amenaient d'eux-mêmes du vin et du bétail à l'armée de Sun Ce. Après avoir vaincu Liu Yao, Sun Ce se rend à Qu’a et récompense ses hommes. Il envoie son général Chen Bao pour aller à Fuling chercher sa mère et ses frères pour les ramener à Qu’a. En l'espace d'une dizaine de jours, son armée se renforce de vingt mille fantassins de mille cavaliers.
Le 6 février 196, Yuan Shu nomme Sun Ce « général qui détruit les criminels » (殄寇將軍) en récompense de ses services. Cependant, vers le mois de septembre, Yuan Shu pense se faire proclamer empereur. Lorsqu'il apprend ses intentions, Sun Ce lui envoie une lettre pour tenter de l'en dissuader. Lorsqu'il se rend compte qu'Yuan Shu refuse d'écouter ses conseils, Sun Ce décide de couper toute relation avec lui.
Vers octobre 196, Sun Ce tourne son attention vers Yan Baihu, un petit seigneur de guerre qui avait assemblé une armée de plus de dix-mille partisans, postés dans de nombreuses garnisons à travers la région. Conseillé par son oncle Wu Jing, Sun Ce traverse la rivière Zhe avec son armée, capture les villes de Kuaiji et Dongye, et vainc Yan Baihu. Il se proclame alors grand administrateur de Kuaiji, et nomme son oncle Wu Jing grand administrateur de Danyang et son cousin Sun Ben grand administrateur de Yuzhang.

### Renforcement des régions conquises
Vers février-mars 197, Yuan Shu se proclame empereur et une importante coalition se forme contre lui. Sun Ce rejoint cette coalition et selon sa biographie officielle, le seigneur de guerre Cao Cao le nomme « général qui punit les rebelles » (討逆將軍) et lui offre le titre de marquis de Wu (吳侯). Selon les Chroniques du fleuve Yangzi et le Zizhi Tongjian, Sun Ce est en fait nommé colonel de la cavalerie (騎都尉) et marquis de Wucheng (烏程侯).
En 198, Zhou Yu prévoit la chute imminente de Yuan Shu, et parvient à quitter son service pour aller rejoindre Sun Ce qui lui offre le titre de « général en chef qui établit la puissance » (建威中郎將). Peu de temps après, Sun Ce et Zhou Yu épousent chacun une des filles de Qiao Gong, réputées toutes deux de grande beauté. Sun Ce épouse l'aînée, Da Qiao, et Zhou Yu fait de Xiao Qiao sa femme.
Cette même année, Sun Ce croise à nouveau Taishi Ci, qui s'était entretemps proclamé grand administrateur de Danyang. Après un siège, Sun Ce parvient à le capturer. Il lui défait ses liens, lui prend la main en signe d'amitié et lui demande : « Te souviens-tu de notre rencontre à Shenting ? Si à ce moment-là tu m'avais capturé, qu'aurais-tu fait ? » Taishi Ci répond : « Qui peut le savoir ? » Sun Ce éclate de rire et lui dit : « À partir d'aujourd'hui, je partagerai tout avec toi. »
En 199, vers juillet-août, assiégé de toutes parts et sans vivres, Yuan Shu meurt de maladie et ses partisans de dispersent pour trouver d'autres maîtres à servir. Son conseiller Yang Hong et son général en chef Zhang Xun partent avec leurs partisans rejoindre Sun Ce. En chemin, ils sont attaqués et capturés par Liu Xun, le grand administrateur de Lujiang, qui s'empare de leurs possessions. Lorsque Sun Ce apprend la nouvelle, il fait semblant de s'allier à Liu Xun. Tandis que l'armée de Liu Xun grossit des anciens partisans de Yuan Shu, des dizaines de milliers d'hommes de la région de Yuzhang fuient vers le Jiangdong. Sun Ce convainc Liu Xun de les capturer, et tandis que Liu Xun est absent, il attaque et capture Lujiang. La plupart des partisans de Liu Xun se soumettent à Sun Ce, à l'exception de Liu Xun lui-même et d'un petit groupe de quelques centaines de fidèles qui partent se placer sous les ordres de Cao Cao.
À cette époque, le pouvoir de Cao Cao est encore faible et celui-ci doit faire face à Yuan Shao au nord. Cao Cao craint que Sun Ce au sud ne lance une campagne contre lui et le prenne en tenaille. Il essaie d'arranger un mariage entre son neveu et Sun Kuang, le jeune frère de Sun Ce, et un autre mariage entre la nièce de Sun Ce et son propre fils, Cao Zhang. Il fait également annoncer son intention de faire nommer mandarins Sun Quan et Sun Yi, les frères de Sun Ce, et s'arrange pour faire recommander Sun Quan à la Cour en tant que « Talent accompli » (茂才).
En 200, Cao Cao est assiégé par Yuan Shao à Guandu. Les actions et intentions de Sun Ce durant cette période ne sont pas claires et plusieurs versions des faits existent. Selon sa biographie officielle, reprise par les Chroniques des neuf provinces, Sun Ce profite de ce que Cao Cao est aux prises avec Yuan Shao pour préparer une expédition pour attaquer Xu et s'emparer de l'empereur. Mais au mois de mai, avant d'avoir pu lancer son expédition, il subit une tentative d'assassinat de la part de partisans de Xu Gong, un ancien grand administrateur de Wujun que Sun Ce avait autrefois tué. Plusieurs versions de la tentative d'assassinat existent. Selon la version des faits de sa biographie officielle, alors qu'il était seul, à cheval, un voyageur s'approche de lui et l'attaque, le blessant gravement.

### Mort de Sun Ce
Plusieurs versions et anecdotes entourant la mort de Sun Ce existent, certaines faisant intervenir la sorcellerie et le fantastique. Selon sa biographie officielle dans les Chroniques des Trois Royaumes, les blessures que subit Sun Ce au cours de l'attentat sont mortelles. Sur son lit de mort, il fait mander Zhang Zhao et ses autres généraux immédiatement disponibles et fait officiellement de Sun Quan son héritier : « La Chine est plongée dans le chaos. Protégés par les armées de Wu et de Yue, ainsi que par la barrière que forment les trois rivières, il nous est possible d'observer qui triomphera et qui sera vaincu [entre Cao Cao et Yuan Shao]. Messeigneurs, veuillez alors assister mon jeune frère. » Il fait ensuite mander Sun Quan et lui tend son sceau en lui disant : « Pour ce qui est de mobiliser le peuple du Jiangdong, juger du bon moment pour attaquer et réclamer la victoire en ce monde, jamais tu ne pourras être mon égal. Mais pour ce qui est de récompenser la vertu, exploiter les talentueux à bon escient et sortir le meilleur des hommes pour protéger le Jiangdong, c'est moi qui ne pourrai jamais être ton égal. » Au cours de la nuit, Sun Ce meurt de ses blessures.
Selon une autre version, comptée par l’Histoire du Wu, les blessures de Sun Ce sont graves mais pas mortelles. Les médecins lui conseillent au moins cent jours de repos complet. Un jour, Sun Ce passe par hasard devant un miroir et voit son visage, les traits maigris et usés, ainsi que la blessure mal cicatrisée laissée par la flèche qui l’avait frappé. Il dit à ses serviteurs : « Avec un tel visage, comment pourrais-je jamais réaliser de grandes choses et établir mon mérite ? » Contrarié, il se frappe le corps contre son accoudoir, rouvrant ses blessures. Il meurt au cours de la nuit qui suit, ayant perdu toute volonté de vivre.
Selon les Chroniques des investigations surnaturelles, Sun Ce fait exécuter un taoïste du nom de Yu Ji (ou Gan Ji). Après l'exécution, à chaque fois qu'il se retrouve assis seul, il lui semble voir des apparitions de Yu Ji. En passant devant un miroir, il voit Yu Ji à l'intérieur, puis l'instant d'après ne le voit plus. De colère, il fracasse le miroir, rouvrant ses blessures et mourant peu après.
Le Zhilin et le Zizhi Tongjian datent la mort de Sun Ce du 5 mai 200 (jour du bingwu), à l’âge de 25 ans.

### La postérité
Lorsque Sun Quan se proclamera empereur du Wu en la 3e année de Tai he (229), il nommera Sun Ce à titre posthume roi Huan de Changsha (长沙桓王), et offre à son fils le titre de marquis de Wu. Sun Quan sera parfois critiqué par les générations futures pour n’avoir peut-être pas témoigné tout le respect qu’il devait à Sun Ce : d’une part le monticule mortuaire de celui-ci, décrit dans la biographie de Zhuge Dan, était particulièrement petit, de l’autre le fils de Sun Ce n’a jamais reçu aucun pouvoir.

### Polémiques
La vie de Sun Ce fut particulièrement courte, mais intense et n’est pas sans rappeler celle d’Alexandre le Grand sous bien des aspects. Si le caractère passionné de Sun Ce et son charisme sont reconnus de par les nombreux témoignages de l’époque, il existe néanmoins beaucoup d’inconnues. La plus grande polémique actuelle concerne ses intentions avant l’attentat qui lui coûta la vie : Sun Ce avait-il réellement l’intention d’attaquer Xuchang et de contrôler l’Empereur comme le firent Dong Zhuo et Cao Cao ? Cet acte aurait en effet fait de lui l’équivalent d’un traître à son suzerain, et pourtant ses actions semblent indiquer que telle était pourtant son intention. Sa biographie officielle fait même mention de ce fait, qui en outre s’accorde parfaitement avec la personnalité de conquérant de Sun Ce.
Pourtant sa position était loin d’être assez forte pour assurer le succès d’un tel plan, et si l’on souligne effectivement sa personnalité de conquérant, Sun Ce n’en demeurait pas moins un stratège (même si on ne l’a pas prouvé, son lien de parenté avec Sun Zi semble probable), moulé par de nombreuses expériences sur le terrain. À cet argument s’ajoute le suivant : bien qu’il eût été glorifié par ses successeurs, Sun Ce ne pouvait être considéré par ses contemporains au moment de sa mort que comme un petit chef de guerre qui ne gouvernait qu’un morceau de province, bien que stratégique. Trop jeune pour avoir gagné suffisamment de mérite, son rang social était loin d’être suffisamment reconnu pour contrôler l’Empereur en toute quiétude, comme lui avait montré l’exemple de Dong Zhuo. Même s'il y était parvenu, il se serait trouvé la cible d’une coalition dirigée par Cao Cao ou Yuan Shao et aurait alors fini comme Yuan Shu. C’est fort de ses arguments que certains affirment que Sun Ce visait en fait à attaquer Chen Deng, afin de montrer à Cao Cao qu’il ne fallait pas le prendre à la légère.
Le débat reste ouvert à l’heure actuelle en attendant de trouver d’autres documents qui fourniraient des arguments dans un sens ou l’autre.

## Le personnage dans la tradition populaire
Dans la tradition populaire, Sun Ce incarnait la fougue et le courage poussés jusqu'à la témérité. Son charisme et sa générosité attirent à lui tous les talents. Ses hommes l’admiraient et le révéraient, tandis que ses ennemis bien souvent signeront leur reddition et lui ouvriront les portes de la ville sans même penser une seule fois chercher à se défendre.
Selon la légende racontée dans l’Histoire des trois royaumes, après avoir capturé un officier adverse, un cavalier allait le frapper en traître. Prévenu par ses hommes à temps, il se retourne en poussant un hurlement terrible. Le cavalier, saisi de peur, tombe de son cheval et se rompt le cou. Quant au prisonnier, Sun Ce lui avait serré la tête tellement fort pendant qu’il poussait son cri qu'il était mort lui aussi. Voyant que Sun Ce avait en quelques secondes tué deux officiers adverses, ses hommes lui donnent le surnom de « Petit prince hégémon » (小霸王 - Xiao ba wang), en référence à Xiang Yu (项羽 232-202 av. J.-C.), le rival de Liu Bang, fondateur de la dynastie Han. Xiang Yu avait en effet porté le surnom de « Le prince hégémon » (霸王 - Ba Wang qu'on pourrait aussi traduire par « le conquérant » ou « le Suzerain »).
Les batailles où interviennent Sun Ce sont parmi les plus épiques du roman. Son combat contre Taishi Ci est sans doute le duel dans lequel l’auteur met le plus de détails. Ironiquement, il a aussi un temps d’apparition des plus courts : il lui suffit d’un chapitre pour établir son territoire et d’un autre pour établir sa succession avant de mourir…
Un autre aspect célèbre de Sun Ce était l’amitié qu’il portait à Zhou Yu. En effet, dans le roman, Sun Ce et Zhou Yu sont frères jurés, comme le sont également Liu Bei, Guan Yu et Zhang Fei. Historiquement, tous deux ont épousé les deux sœurs Qiao, et Dame Wu, la mère de Sun Ce affirmait considérer Zhou Yu comme son propre fils. Dans le roman, lors de son agonie, Sun Ce regrette amèrement l’absence de Zhou Yu à son chevet. Il désirait en effet lui confier en personne la politique extérieure du royaume et craignait que celui-ci (par modestie ?) refuse cette tâche. Lorsqu’il expiera, ses dernières paroles seront pour sa femme, mais concerneront principalement Zhou Yu : « Hélas, nous devons nous quitter dans cette vie, tandis que nous sommes tous deux dans la période la plus vigoureuse de notre vie ! Présente tes respects à ma mère. Et quand ta sœur (la femme de Zhou Yu), viendra te rendre visite, demande lui de supplier son mari d’aider mon frère en toutes choses et qu’il garde mon frère dans la voie que j’ai tracé. ».
Enfin, tout un mythe entoure sa mort. Fauché en pleine jeunesse avant même d’être à l’apogée de sa gloire, de nombreuses anecdotes entourent sa mort. La version la plus connue, celle avancée par le roman des « Trois Royaumes », est d’ordre surnaturelle et se veut moralisatrice. Comme la plupart des autres personnages principaux du roman, la mort de Sun Ce est tragique : blessé dans un attentat par des flèches empoisonnées, Sun Ce réchappe de peu à la mort, mais doit selon ses médecins rester calme plus de 100 jours s'il veut espérer guérir. Malheureusement Sun Ce, dépeint dans le roman comme un homme qui s’emporte violemment pour les petites choses comme les grandes, trouvait bien difficile de suivre ce traitement.
Un jour qu’il se promenait, il fit la rencontre d’un taoïste, Gan Ji (que l’on appelle aussi parfois Yu Ji) qui soignait les maladies du peuple gratuitement. D’un naturel peu superstitieux, et haïssant ceux qui profitent de l’ignorance du peuple, il le fit jeter en prison injustement. Précisons qu’à cette époque, on suspectait la doctrine taoïste d’être à l’origine de la rébellion des Turbans Jaunes qui avait eu lieu quelques années auparavant et que l’on se méfiait d’eux.
Le peuple et les hommes de Sun Ce ne pouvaient croire que Sun Ce allait exécuter le saint homme, aussi étaient-ils persuadés que celui-ci le relâcherait et le prisonnier était traité avec bien des égards. Furieux de ce qu’il considérait comme un affront à son autorité, Sun Ce fit le marché suivant au taoïste : faire tomber trois pouces de pieds de pluie avant le lendemain, à midi. Le temps était splendide et Sun Ce exultait, pourtant le moine, peu avant midi fit jaillir les nuages et trois pieds de pluie étaient effectivement tombés à midi pile. Sun Ce, frustré, condamna néanmoins à mort Yu Ji, en affirmant que ce n’était que le fruit du hasard. Peu après le corps disparut.
Désormais, Sun Ce était maudit par l’âme de Yu Ji et se mettait à le voir partout. Il tenta une fois de couper au travers de ces apparitions avec son épée et ne fit que tuer le garde qui avait reçu la tâche de décapiter le moine.
Sur l’instance de sa mère, il alla au temple prier, mais ne put se résoudre à demander pardon à l’âme du taoïste. Il vit à nouveau la tête du moine apparaître, et, se sentant devenir fou, ordonne d’incendier le temple. Mais dans les flammes, il voit à nouveau le moine taoïste.
À son retour, la mère de Sun Ce est horrifiée par l’apparence de son fils : à force d’être obsédé par les apparitions du moine, Sun Ce a poussé son corps, fatigué par les blessures du dernier attentat, jusqu’à ses ultimes forces. Se voyant dans un miroir, il comprend qu’il ne lui reste plus longtemps à vivre. Il a le temps de transmettre le royaume à son frère, Sun Quan avant de mourir.
Dernière note, un peu à part : Sun Ce aurait été l'un des joueurs de la plus vieille partie de jeu de go dont on ait gardé trace (on en connaît environ les 40 premiers coups, le jeu se jouait déjà sur un goban 19x19 et les hoshis étaient déjà occupés en début de partie, selon l'ancienne règle chinoise - une copie de la partie est disponible ici).
L'anecdote est la suivante : Sun Ce joua le premier coup et son début de partie était mauvais. Lu Fan (le gouverneur de Wan Ling, qui avait suivi Sun Ce dans ses premières campagnes), son adversaire, lui dit en pointant le goban du doigt : « Veuillez me pardonner d'être aussi direct, mais vous avez commis un péché capital. C'est comme si vous faisiez un combat sans commandant en chef ! ». Sun Ce lui répondit : « Il est facile de rassembler une armée, mais il n'est pas facile de trouver un bon commandant. ». Lu Fan joua alors un excellent coup et murmura : « Je suppose que seul un bon commandant aurait pu jouer un tel coup. » La réplique peut paraître orgueilleuse, mais c’était une façon détournée de demander à Sun Ce d'être justement le commandant en chef qu'il cherchait.